# Hotel City Central

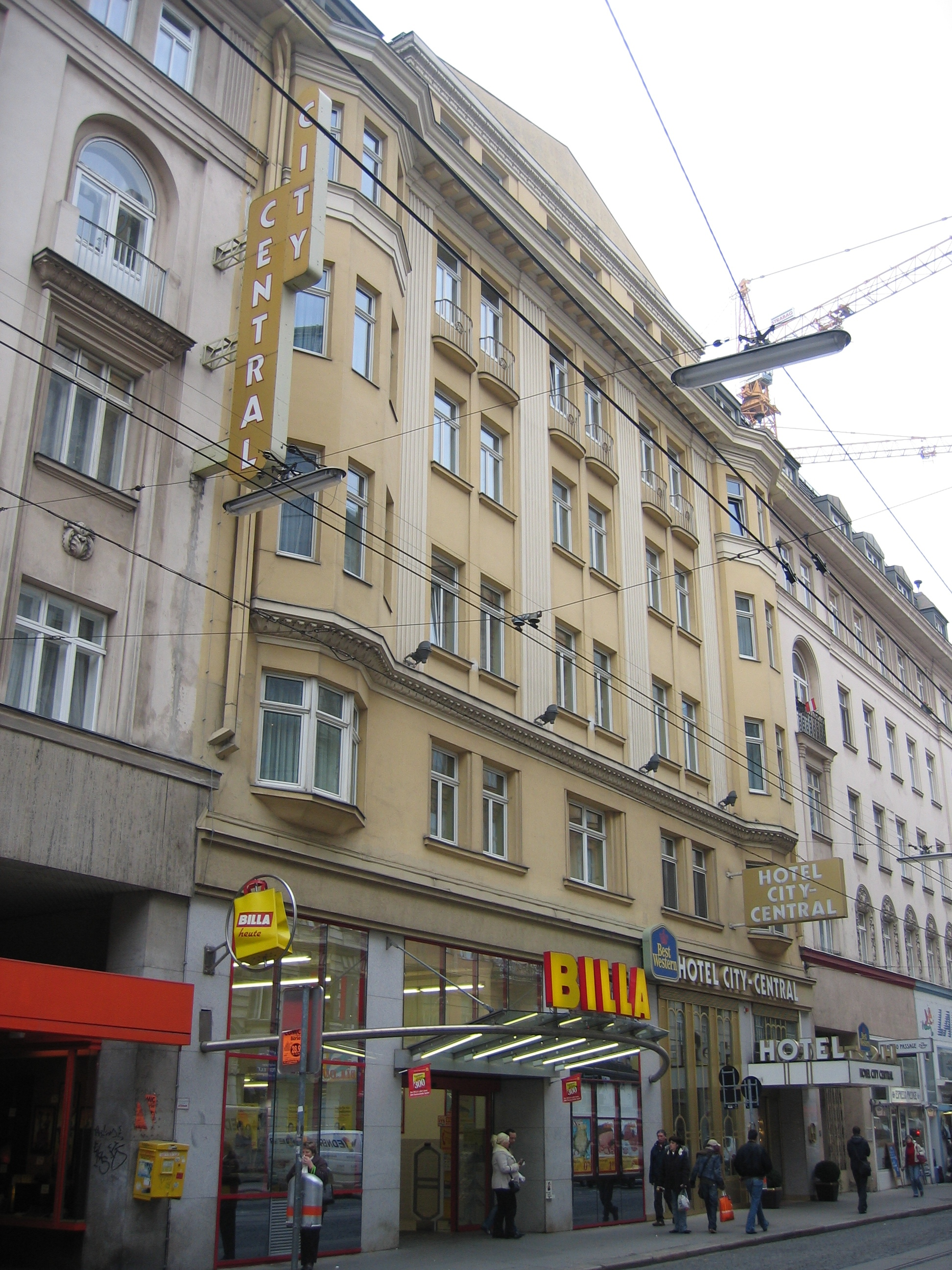
Hotel City Central

Das Hotel City Central ist ein Vier-Sterne-Hotel an der Taborstraße im 2. Wiener Gemeindebezirk Leopoldstadt.

## Geschichte
Im beginnenden 15. Jahrhundert lagen die wichtigsten Einkehrgasthöfe für Kaufleute, Kutscher und Fuhrwerker auf der Taborstraße, die damals unmittelbar zum Stadttor Wiens führte.
Die erste urkundliche Erwähnung des heutigen Hotel City Central geht auf das Jahr 1729 zurück. Damals kannte man es unter dem Namen Weißes Rößl. 1798 erschien das Weiße Rößl im ersten Hotelführer Wiens, dem Wiener Kommerzialschema. Anlässlich des Reichstages 1848 fanden sich auf der Gästeliste „15 Delegierte aus dem Bürgerstand“ und „zwei Abgeordnete aus der Aristokratie“, darunter Graf Kinsky und Fürst von Hohenlohe.
Die  Aufführungen der Theatergesellschaft Budapester Orpheum im alten Central Hotel waren eine Attraktion im Wien zur Zeit der Österreichisch-Ungarischen Monarchie. Das Hotel wurde kurz nach der Jahrhundertwende nach Plänen von Siegfried Theiss und Hans Jaksch komplett neu gebaut und 1921 als Central Hotel wiedereröffnet. Im Jahr 1990 übernahm die Hotelgruppe der Familie Schick, die nebenan auch das Hotel Stefanie, das älteste Hotel Wiens betreibt, das Central Hotel und eröffnete es nach Renovierungsarbeiten als 4-Sterne-Hotel namens City Central.